# 江戸川区立第三葛西小学校
江戸川区立第三葛西小学校（えどがわくりつ だいさんかさいしょうがっこう）は、東京都江戸川区北葛西4丁目にある公立小学校。

## 沿革
- 1928年（昭和3年）10月20日 - 東京府南葛飾郡葛西尋常高等小学校第二分教場として設置。
- 1932年（昭和7年）
  - 9月30日 - 東京府南葛飾郡第三葛西尋常小学校として独立開校。
  - 10月1日 - 南葛飾郡の東京市への併合により、東京府東京市第三葛西尋常小学校と改称。
- 1941年（昭和16年）4月1日 - 国民学校令施行により、東京府東京市第三葛西国民学校と改称。
- 1943年（昭和18年）7月1日 - 東京府と東京市が統合した東京都発足（東京都制施行）により、東京都第三葛西国民学校と改称。
- 1944年（昭和19年）8月10日 - 戦局の悪化により、山形県鶴岡市（瀬見町・荒砥町）へ学童集団疎開。
- 1947年（昭和22年）4月1日 - 学制改革（新学制実施）により、東京都江戸川区立第三葛西小学校と改称。
- 1957年（昭和32年）2月28日 - 校旗制定。
- 1962年（昭和37年）
  - 9月30日 - 校歌制定。
  - 10月31日 - プール竣工。創立30周年。
- 1965年（昭和40年）2月25日 - 鉄筋校舎第一期工事（3階建）竣工。
- 1966年（昭和41年）
  - 1月28日 - 屋内体育館竣工。
  - 4月20日 - 岩石園並びに小禽舎造成。
- 1967年（昭和42年）4月5日 - 鉄筋校舎第二期工事竣工。
- 1969年（昭和44年）4月5日 - 鉄筋校舎第三期工事竣工。
- 1971年（昭和46年）4月5日 - 第五葛西小学校開校により、一部児童が移籍。
- 1972年（昭和47年）11月7日 - 創立40周年施設が完成。
- 1974年（昭和49年）9月1日 - 第六葛西小学校開校により、児童83名が移籍。
- 1978年（昭和53年）12月15日 - 鉄筋校舎第四期工事（2階建、家庭科室等）竣工。
- 1980年（昭和55年）
  - 4月1日 - 西葛西小学校開校により、児童239名が移籍。
  - 12月16日 - 給食室全面改修竣工。
- 1982年（昭和57年）10月19日 - 創立50周年記念式典挙行。
- 1983年（昭和58年）
  - 4月1日 - 宇喜田小学校開校により、児童516名が移籍。
  - 9月1日 - 図書室・視聴覚室竣工。
- 1985年（昭和60年）4月1日 - 心障学級設置（設置時点の在籍者数14名）。
- 1986年（昭和61年）
  - 4月11日 - 新設プール完成。
  - 6月26日 - プール完成記念式典挙行。
- 1989年（平成元年）
  - 7月10日 - 全校舎都市ガス化。
  - 10月11日 - 教育研究所図書室設置。
- 1992年（平成4年）11月9日 - 創立60周年記念式典挙行。
- 1997年（平成9年）10月31日 - コンピューター室設置。
- 2002年（平成14年）11月20日 - 創立70周年記念式典挙行。
- 2003年（平成15年）3月24日 - 昭和19年度第11回卒業式挙行。
- 2005年（平成17年）4月1日 - すくすくスクール開設。
- 2008年（平成20年）9月1日 - 教室空調（冷房）設備設置。
- 2012年（平成24年）11月20日 - 開校80周年記念式典挙行。
- 2014年（平成26年）11月28日 - 防災扉設置。
- 2022年（令和4年）11月2日 - 開校90周年記念式典挙行[2]。

## 通学区域
出典
- 西葛西1丁目（14番・15番）
- 北葛西3丁目（1番～4番）
- 北葛西4丁目（全域）

## 進学先中学校
出典
- 江戸川区立西葛西中学校

## アクセス
- 都営バス「西葛26」系統で、「くすのきカルチャーセンター前」バス停より、
  - 1番のりば（葛西臨海公園駅行）から、徒歩約275m・約5分。
  - 2番のりば（船堀駅行）から、徒歩約170m・約3分。

## 学校周辺
- ファミリーマート第三葛西小前店 - 江戸川区道をはさんで、敷地が隣接。
- 社会福祉法人えどがわ北葛西おひさま保育園 - 進級前保育園のひとつ
- 特別養護老人ホーム暖心苑
- 社会医療社団法人森山医会森山記念病院
- 江戸川区立行船公園
- 江戸川区立宇喜田中央公園
- 江戸川北葛西三丁目郵便局
- 東京都道・千葉県道10号東京浦安線
- 江戸川区立宇喜田公園
- なお、学校周辺には、先述以外の公園やライオンズガーデン西葛西などのマンション・アパートも点在する。